# 1934 w filmie
Wydarzenia filmowe w 1934 roku.

## Wydarzenia
- 16 lutego – w wyniku nowelizacji ustawy filmowej, w Niemczech wprowadzono cenzurę prewencyjną. Filmy mogły być zakazane, jeśli naruszały "odczucia narodowo-socjalistyczne lub względy artystyczne".
- 9 czerwca – pierwszy film z Kaczorem Donaldem (The Wise Little Hen)

## Premiery

### Filmy polskie
- 31 stycznia – Parada rezerwistów
- 15 lutego – Zamarłe echo
- 24 lutego – Pieśniarz Warszawy – reż. Michał Waszyński
- 29 marca – Kocha, lubi, szanuje
- 18 kwietnia – Przebudzenie
- 25 kwietnia – Hanka
- 2 września – Awanturki jego córki
- 19 września – Czy Lucyna to dziewczyna? – reż. Juliusz Gardan
- 31 października – Co mój mąż robi w nocy…
- 20 grudnia – Czarna perła
- 22 grudnia – Młody las
- 23 grudnia – Śluby ułańskie
- 24 grudnia – Przeor Kordecki
- 25 grudnia – Córka generała Pankratowa

### Filmy zagraniczne
- Kleopatra – reż. Cecil B. DeMille (wyk. Claudette Colbert, Warren William, Henry Wilcoxon)
- Świat się śmieje – reż. Grigorij Aleksandrow (wyk. Lubow Orłowa, Leonid Utiosow)
- Just an Echo – reż. Arvid E. Gillstrom (wyk. Bing Crosby, Vernon Dent, Mary Kornman)
- We’re Not Dressing – reż. Norman Taurog (wyk. Bing Crosby, Carole Lombard, George Burns, Gracie Allen, Ethel Merman, Ray Milland)
- Miłość dla początkujących – reż. Elliott Nugent (wyk. Bing Crosby, Kitty Carlisle)
- Tutaj jest moje serce – reż. Frank Tuttle (wyk. Bing Crosby, Kitty Carlisle, Roland Young)

## Nagrody filmowe
- Oscary
  - Najlepszy film – Ich noce
  - Najlepszy aktor – Clark Gable (Ich noce)
  - Najlepsza aktorka – Claudette Colbert (Ich noce)
  - Wszystkie kategorie: 7. ceremonia wręczenia Oscarów

## Urodzili się
- 1 stycznia – Jerzy Januszewicz, polski aktor (zm. 1992)
- 2 stycznia – Leopold René Nowak, polski aktor i reżyser
- 17 stycznia:
  - Lidia Korsakówna, polska aktorka (zm. 2013)
  - Jerzy Turek, polski aktor (zm. 2010)
- 19 stycznia – John Richardson, brytyjski aktor (zm. 2021)
- 31 stycznia – Joanna Rawik, polska piosenkarka, aktorka i dziennikarka
- 11 lutego – Tina Louise, aktorka
- 13 lutego – George Segal, amerykański aktor (zm. 2021)
- 9 marca – Tadeusz Wilkosz, polski reżyser i scenarzysta filmów animowanych
- 12 marca – Henryk Bista, polski aktor (zm. 1997)
- 22 marca – May Britt, szwedzka aktorka
- 26 marca – Alan Arkin, amerykański aktor (zm. 2023)
- 31 marca – Richard Chamberlain, aktor (zm. 2025)
- 15 kwietnia – Andrzej Kopiczyński, polski aktor (zm. 2016)
- 19 kwietnia – Jan Kobuszewski, polski aktor (zm. 2019)
- 24 kwietnia – Shirley MacLaine, aktorka
- 21 maja – Gleb Panfiłow, rosyjski reżyser i scenarzysta (zm. 2023)
- 30 czerwca – Bohdan Sobiesiak, aktor (zm. 2007)
- 1 lipca – Sydney Pollack, reżyser i aktor (zm. 2008)
- 8 lipca – Marty Feldman, brytyjski aktor, scenarzysta i reżyser (zm. 1982)
- 13 lipca – Phillip Crosby, amerykański aktor i piosenkarz (zm. 2004)
- 17 lipca – Ryszard Filipski, polski aktor (zm. 2021)
- 22 lipca – Louise Fletcher, amerykańska aktorka (zm. 2022)
- 16 sierpnia – Pierre Richard, francuski aktor komediowy
- 13 września – Zbigniew Zapasiewicz, polski aktor (zm. 2009)
- 20 września – Sophia Loren, włoska aktorka
- 28 września – Brigitte Bardot, francuska aktorka
- 2 października – Wojciech Pokora, polski aktor (zm. 2018)
- 9 grudnia – Judi Dench, brytyjska aktorka
- 28 grudnia – Maggie Smith, brytyjska aktorka (zm. 2024)

## Zmarli
- 28 lipca – Marie Dressler, kanadyjsko-amerykańska aktorka (ur. 1868)